# Krigföring på havsbotten
Krigföring på havsbotten, även havsbottenkrigföring, är undervattenskrigföring som äger rum på eller i förhållande till havsbotten.
Enligt försvarsmakten syftar krigföring på havsbotten "främst till att sabotera eller förstöra viktig infrastruktur som kraftkablar, fiberkablar och pipelines, eller förhindra utvinning av naturresurser."
Ett omtalat exempel på krigföring på havsbotten är sabotaget av naturgasledningen Nord Stream i samband med Rysslands invasion av Ukraina 2022.